# Estación de San Vicente de Castellet
San Vicente de Castellet es una estación de ferrocarril situada en el municipio español de San Vicente de Castellet, en la provincia de Barcelona, comunidad autónoma de Cataluña. Cuenta con servicios de Cercanías operados por Renfe y forma parte de la línea R4 de la red de Cercanías Barcelona, la línea RL4 también forma parte de la red de cercanías de Lleida de Rodalies de Catalunya. La frecuencia entre semana es de 5 trenes por sentido, mientras que los fines de semana son de 4 trenes por sentido.
```
Las instalaciones también cumplen funciones logísticas.
[
1
]
```

## Situación ferroviaria
Se encuentra ubicada en el punto kilométrico 309,6 de la línea férrea de ancho ibérico que une Zaragoza con Barcelona por Lérida y Manresa a 175 metros de altitud. El tramo es de vía doble y está electrificado.

## Historia
La estación fue abierta al tráfico el 4 de julio de 1859, con la apertura del tramo Manresa-Tarrasa de la línea férrea que pretendía conectar Zaragoza con Barcelona. Las obras corrieron a cargo de la Compañía del Ferrocarril de Barcelona a Zaragoza. Buscando mejorar tanto el enlace de la línea con otros trazados, así como su salud financiera, la compañía decidió en 1864 unirse con la empresa que gestionaba la línea férrea que enlazaba Zaragoza con Pamplona, dando lugar a la Compañía de los Ferrocarriles de Zaragoza a Pamplona y a Barcelona. Dicha fusión se mantuvo hasta que en 1878 la poderosa Norte, que buscaba extender sus actividades al este de la península, logró hacerse con la compañía.
La nueva compañía instaló en 1914 un depósito de locomotoras en la zona que resultó especialmente importante desde 1929 con la electrificación del tramo Barcelona-Manresa, ya que era en San Vicente de Castellet donde se producía el cambio entre la maquinaria eléctrica y la maquinaria a vapor. Norte mantuvo la gestión de la estación hasta que en 1941 se produjo la nacionalización del ferrocarril en España y todas las compañías existentes pasaron a integrarse en la recién creada RENFE. 
Desde el 31 de diciembre de 2004 Renfe Operadora explota la línea mientras que Adif es la titular de las instalaciones ferroviarias.

## La estación
Se encuentra en pleno centro urbano. La estación cuenta con un edificio para viajeros de dos alturas y planta rectangular de aspecto sobrio y funcional al que se adosan otras construcciones menores. En total las instalaciones cuentan con siete vías numeradas. La vía 1 accede al andén lateral mientras que las vías 2 y 4 lo hacen al central. El resto de vías numeradas (vías 6, 8, 10 y 12) carecen de andén y son habitualmente usadas por trenes de mercancías. 
La estación cuenta con sala de espera, venta de billetes y pantalla con información sobre los próximos trenes, además de un responsable de estación.

## Servicios ferroviarios

### Cercanías
Forma parte de la Línea R4 de Cercanías Barcelona operada por Renfe, forma parte de la línea R4 de la red de Cercanías Barcelona, la línea RL4 también forma parte de la red de cercanías de Lleida de Rodalies de Catalunya. La frecuencia media entre semana es un tren cada 30 minutos, mientras que los fines de semana los trenes circulan cada 60 minutos. 
| << cabecera                                                         | < estación                            | línea | estación > | cabecera >>     |
| ------------------------------------------------------------------- | ------------------------------------- | ----- | ---------- | --------------- |
| Rodalies de Catalunya de Renfe                                      |                                       |       |            |                 |
| Hospitalet Martorell Villafranca del Panadés San Vicente de Calders | Castellbell y Vilar-Monistrol Tarrasa |       | Manresa    | Manresa         |
| Rodalies de Catalunya de Renfe                                      |                                       |       |            |                 |
| Tarrasa Estación del Norte                                          | Tarrasa Estación del Norte            |       | Manresa    | Lérida Pirineos |